# Гораціо Пагані
Гораціо, або Орасіо Пагані (ісп. Horacio Pagani) — аргентинський інженер та підприємець італійського походження, засновник компанії Pagani, італійського автовиробника.

## Біографія
Народився 21 листопада 1955 року в сім'ї італійських емігрантів у невеликому аргентинському містечку Касільда.
Пагані зацікавився технікою ще живучи в Аргентині. Однак із самого початку він відчував, що сільська місцевість, де він народився, не підійде для кар'єри інженера, про яку він мріяв. Він відкрив невелику майстерню, де працював з ранньої молодості, набуваючи цінного досвіду в ремісничій справі. У віці 20 років Пагані спроектував і побудував свій перший автомобіль Formula Three.
Поворотним у житті Пагані став той момент, коли його найняли в Renault для вдосконалення кузова гоночного автомобіля. Його робота запропонувала приголомшливі вдосконалення, і Пагані зміг продемонструвати свій талант. Після успіху в цьому невеликому масштабі Пагані відвідав Lamborghini і зустрівся з головним технічним директором компанії Джуліо Альфієрі. У 1982 році він вирішив переїхати до Італії, і його найняла Lamborghini. Пагані почав працювати на некваліфікованих роботах, таких як підмітання підлоги, однак згодом зміг просунутися в компанії.
Він був головним інженером Lamborghini і створив концепт Lamborghini Countach Evoluzione , а також розробив дизайн для Countach 25th Anniversary Edition. Він намагався переконати Lamborghini купити автоклав, щоб вони могли розширити виробництво карбонових деталей для Lamborghini Countach. Вони відмовилися, сказавши, що у Ferrari немає автоклава, тому Lamborghini він не потрібен. Наприкінці 1987 року Пагані позичив капітал, щоб придбати власний автоклав, а потім, у 1991 році, вийшов із компанії та заснував власну консалтингову компанію під назвою Moderna Design, яка продовжує виготовляти композити з вуглецевого волокна для автомобілів Формула-1 і таких клієнтів, як Daimler, Ferrari та aprilia .
Компанія Pagani Automobili Moderna була заснована Пагані в 1992 році. Першим автомобілем, який він випустив, була Zonda, на створення якої знадобилося сім років, а потім Huayra, названа на честь Huayra-tata, бога вітру в інків.
| Інженер | Це незавершена стаття про інженера чи інженерку. Ви можете допомогти проєкту, виправивши або дописавши її. |

| Хосе де Сан-Мартін | Це незавершена стаття про особу, що має стосунок до Аргентини. Ви можете допомогти проєкту, виправивши або дописавши її. |

1. ↑  https://thepersonage.com/horacio-pagani/#:~:text=He%20has%20Italian%2C%20Argentine%20citizenship.%20The%20name,of%20his%20home%20town%20is%20Casilda%2C%20Argentina.
2. ↑  https://laopinion.com/2017/03/13/quien-es-horacio-pagani/